# Stopplaats IJsselbrug
Stopplaats IJsselbrug is een voormalige stopplaats aan de spoorlijn Apeldoorn - Deventer. De stopplaats was geopend van 1 september 1888 tot 9 juni 1919.